# فيليبي بينيلا
فيليبي بينيلا (بالإسبانية: Felipe Pinilla) هو مدرب كرة قدم ولاعب كرة قدم تشيلي في مركز الهجوم، ولد في 24 سبتمبر 1997 في لا ليغوا في تشيلي. لعب مع نادي أونيفرسيداد دي تشيلي.

## وصلات خارجية
- فيليبي بينيلا على موقع Soccerway.com (الإنجليزية)
- فيليبي بينيلا على موقع AS.com (الإسبانية)